# هروسندان
هَروسِندان سومین حاکم پادشاهی گیل از سال ۹۲۱ میلادی بود. او پسر تیرداد گیل، اولین پادشاه گیل‌ها، بود. خواهر وی با یکی از اشراف دیلمی ازدواج کرد که حاصل این ازدواج زیار و پسرش مرداویج بودند که خاندان زیاریان را به وجود آوردند.
پس از مرگ لیلی در سال ۹۲۱, هروسندان به عنوان حاکم تاج و تخت گیل تاجگذاری نمود. در ابتدا گروهی از مردمان گیل و دیلم با تشویق ابو محمد حسن بن قاسم، حاکم علویان طبرستان، قصد ترور وی را داشتند اما موفق نشدند.
پس از شکست قصد ترور داعی علویان، وی توسط داعی به یک مراسم دعوت شده و در آنجا به قتل رسید. این مسئله موجب خشم دیلمیان نسبت به رهبران علوی شد؛ چنانچه سرانجام پس از شکست علویان در برابر سپاه سامانی، مرداویج انتقام هروسندان، دایی خود، را گرفته و داعی را با زوبین کُشت.
پس از هروسندان پسرش سیاه گیل به حکومت رسید ولی برای مدتی خوش کیا نیابت سیاه گیل را دارا بود.
زن عضدالدوله نوه هروسندان بود.